# Liste der Kulturdenkmale in Sölden (Schwarzwald)

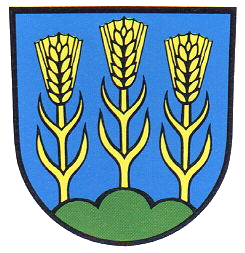

In der Liste der Kulturdenkmale in Sölden sind Bau- und Kunstdenkmale der Gemeinde Sölden verzeichnet, die im „Verzeichnis der unbeweglichen Bau- und Kunstdenkmale und der zu prüfenden Objekte“ des Landesamts für Denkmalpflege Baden-Württemberg verzeichnet sind. Dieses Verzeichnis ist nicht öffentlich und kann nur bei „berechtigtem Interesse“ eingesehen werden. Die folgende Liste ist daher nicht vollständig.

## Allgemein
- Bild: Zeigt ein ausgewähltes Bild aus Commons, „Weitere Bilder“ verweist auf die Bilder im Medienarchiv Wikimedia Commons.
- Bezeichnung: Nennt den Namen, die Bezeichnung oder die Art des Kulturdenkmals.
- Lage: Straßenname und Hausnummer oder Flurstücknummer des Kulturdenkmals, gegebenenfalls auch den Ortsteil. Die Grundsortierung der Liste erfolgt nach dieser Adresse. Der Link (Karte) führt zu verschiedenen Kartendiensten mit der Position des Kulturdenkmals. Fehlt dieser Link, wurden die Koordinaten noch nicht eingetragen. Sind diese bekannt, können sie über ein Tool mit einer Kartenansicht einfach nachgetragen werden. In dieser Kartenansicht sind Kulturdenkmale ohne Koordinaten mit einem roten bzw. orangen Marker dargestellt und können durch Verschieben auf die richtige Position in der Karte mit Koordinaten versehen werden. Kulturdenkmale ohne Bild sind an einem blauen bzw. roten Marker erkennbar.
- Datierung: Baubeginn, Fertigstellung, Datum der Erstnennung oder grobe zeitliche Einordnung entsprechend des Eintrags in der zuständigen Denkmaldatenbank (Landesamt für Denkmalpflege Baden-Württemberg).
- Beschreibung: Kurzcharakteristik des Kulturdenkmals.

## Kulturdenkmale der Gemeinde Sölden
| Bild           | Bezeichnung                  | Lage                      | Datierung       | Beschreibung | ID |
| -------------- | ---------------------------- | ------------------------- | --------------- | --- | -- |
| Weitere Bilder | St. Fides und Markus         | Bürglestraße 6, 8 (Karte) | 16. Jahrhundert | Propstei |    |
| Weitere Bilder | Saalenbergkapelle bei Sölden | (Karte)                   | 1875            | Kapelle. Die Marienkapelle auf dem Saalenberg wurde 1875 von Fides Franz, einer Bewohnerin von Sölden, gestiftet. Der kleine Kapellenbau mit polygonalem Chorschluss wird von einem Dachreiter mit spitzem Helm bekrönt. |    |